# O Barrio (Villar de Santos)
O Barrio es una entidad de población situada en la parroquia de Villar de Santos, del municipio español de Villar de Santos, en la provincia de Orense, Galicia.

## Demografía
La entidad de población de  O Barrio no consta ni en la base de datos del Instituto Nacional de Estadística español ni en la del Instituto Gallego de Estadística por lo que se desconocen los datos demográficos de la misma.